# Listă de stiluri de dans

Imagine reprezentând mișcări tipice genului de dans disco

Dansul este o formă de artă care se reflectă prin mișcarea corpului omenesc, adesea acompaniată de muzică.

## Categorii, stiluri

### Dansuri istorice (medievale)
- Bassa Danza
- Branla
- Bufonii
- Carola
- Dansul maur
- Ducția
- Gaiarda
- Pavana
- Saltarello
- Ștampila
- Tarentella
- Tresca
- Turbion

### Clasice, de societate sau standard
- Blues
- Boogie-Woogie
- Ceardaș
- Charleston
- Cracoviac
- Dans irlandez
- Dans sportiv
- Foxtrot
- French cancan
- Jive
- Lindy Hop
- Mazurcă
- Menuet
- Onestep
- Polcă
- Quickstep⁠(en)[traduceți]
- Shimmy
- Slow fox
- Square dance
- Square dance (Modern western)
- Square dance (Traditional)
- Step
- Swing
- Tango argentino
- Tangou
- Tangou finlandez
- Tarantella
- Twist
- Vals Boston
- Vals lent
- Vals vienez
- West Coast Swing

### Spaniole și Latino-americane

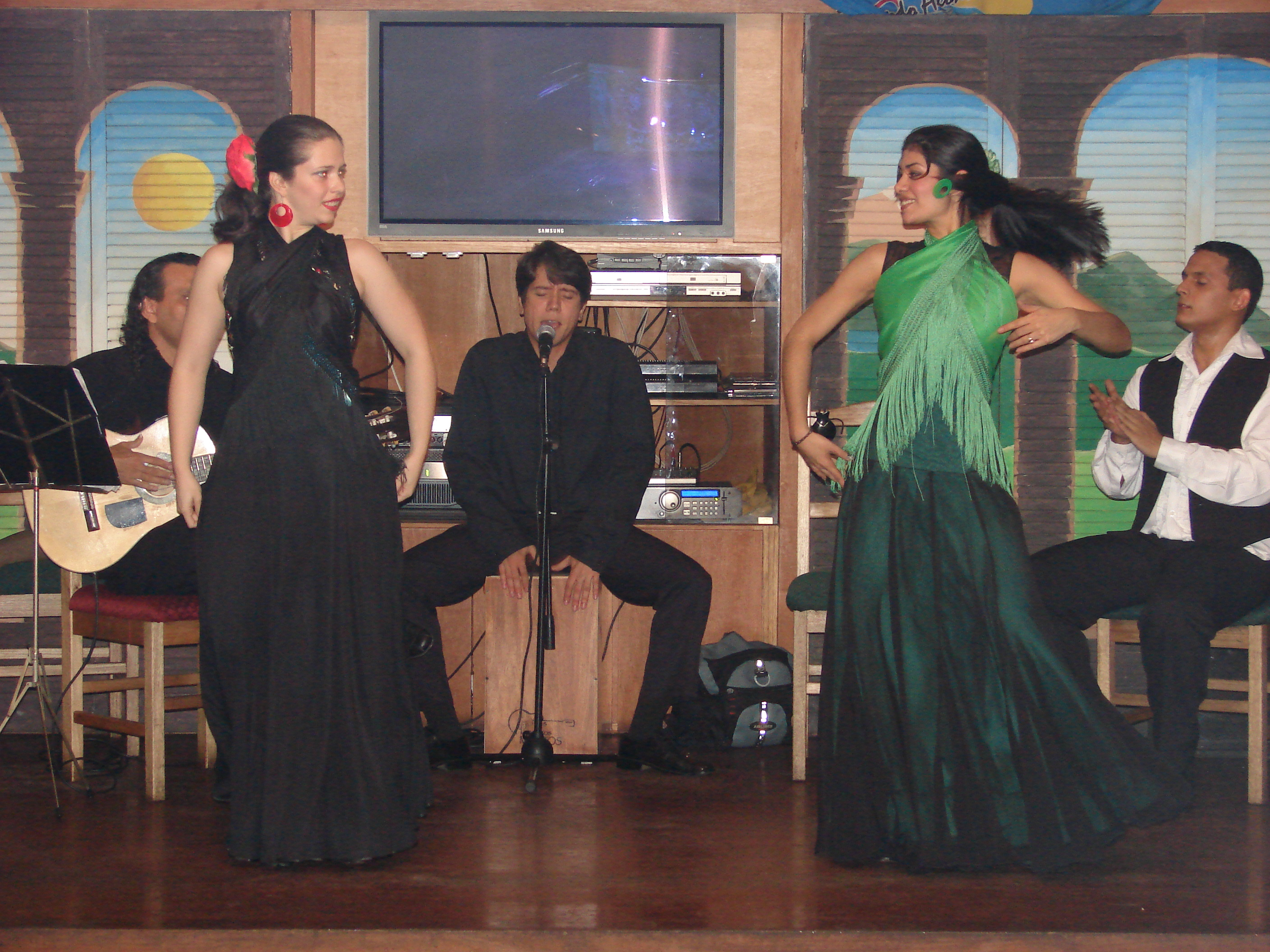
Două dansatoare interpretând flamenco

- Bachata
- Bambucco
- Bolero
- Bomba
- Bossa Nova
- Cachimbo
- Calypso
- Candombe
- Carnavalito
- Cha-cha-cha
- Corrido
- Cueca
- Cumbia
- Danza del Venado
- Fandango
- Flamenco
- Guaracha
- Habanera
- Jarabe tapatío
- Joropo
- Kizomba
- Mambo
- Merengue
- Milonga
- Muixeranga
- Paso doble
- Paseo
- Plena
- Resfalosa
- Rumba
- Salsa
- Samba
- Tangou Andaluz
- Torito
- Vals chilote

### Moderne
- Belly Dance
- Dans aerial
- Dans electronic
- Disco
- Rock
- Tap Dance

### Balet

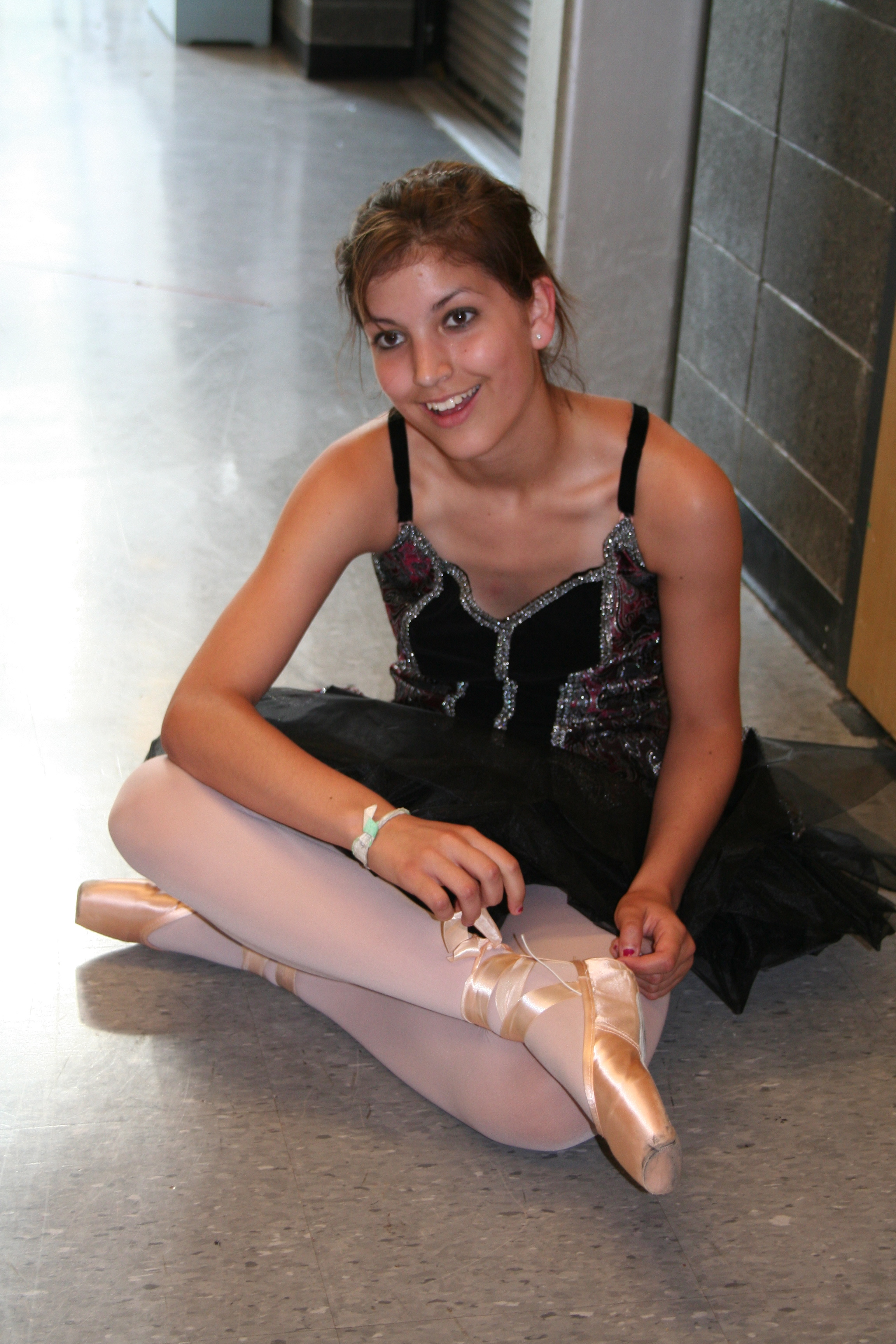
Balerină purtând încălțăminte specifică, pantofi cu poante

- Balet clasic
- Dans clasic
- Dans contemporan
- Dans modern

### Dans urban
- Breakdance
- Hip-Hop
- Streetdance